# David Erskine (11e comte de Buchan)
David Steuart Erskine, 11e comte de Buchan (1er juin 1742 - 19 avril 1829), appelé Lord Cardross entre 1747 et 1767, est un réformateur politique et un antiquaire écossais. Il est le fondateur de la Society of Antiquaries of Scotland en 1780 et en est le premier vice-président et mécène des arts et des sciences.

## Biographie
David Erskine naît à Édimbourg, deuxième enfant et aîné des fils survivants d'Henry Erskine (10e comte de Buchan) et d'Agnès, fille de James Steuart, septième baronnet. Il est le frère de Henry Erskine (juriste) et Lord Erskine. Il étudie à l'université de St Andrews (1755-1759), d'Édimbourg (1760-1762) et de Glasgow (1762-1763). Il étudie avec Adam Smith et Joseph Black. Le 15 octobre 1771, il épouse sa cousine germaine Margaret Fraser (morte le 12 mai 1819), arrière-petite-fille de David Erskine, 9e comte de Buchan. Ils n'ont pas d'enfants.

## Carrière
Sa critique active contribue à modifier la méthode d'élection des pairs écossais à la Chambre des lords.
Le poste de secrétaire de l'ambassade britannique à Madrid lui est proposé en 1766-1767 mais il le refuse en raison de la maladie de son père décédé en 1767. Il est également le grand maître de la Grande Loge d’Écosse de 1782 à 1784.
Il est ami avec Benjamin Franklin, probablement à la suite de sa visite en Écosse en 1759 et l'a rencontré à plusieurs reprises à Londres en 1764. Partisan de la cause américaine, il correspond avec George Washington et lui envoie une boîte en chêne qui cachait William Wallace après la bataille de Falkirk. La boîte est conçue par la Goldsmith Company d’Édimbourg et le comte demande à Washington, à sa mort, de la transmettre à l’homme de son pays qui, à son avis, la méritait le plus, et aux mêmes conditions qui l’avaient incité à envoyer à Washington. Dans son testament, Washington remercie le comte de lui avoir présenté la boîte ainsi que les sentiments qui l'accompagnaient; se sentant incapable de faire le choix qui lui est demandé, il lègue la boîte au comte.
En 1780, il fonde la Society of Antiquaries of Scotland. Comme il le souligne dans une lettre de novembre 1780, il souhaite créer un organisme chargé de promouvoir les recherches sur les antiquités dans cette partie de la Grande-Bretagne. Il s’appuie sur les traditions de Sir John Scot, de Scotstarvit (qui a conservé le travail cartographique de Timothy Pont et d’autres), Robert Sibbald et Sir John Clerk de Penicuik. La Société des antiquaires d’Écosse est officiellement constituée le 18 décembre 1780. Il a ensuite désapprouvé certains choix de la Société et s'est retiré en 1790.
Cependant, après s'être retiré de la direction de la Society of Antiquaries, il reste actif dans la région, contribuant à la rédaction de papiers et se lie à la Société littéraire et antique de Perth en 1785. Erskine est élu membre de la American Antiquarian Society en 1816 . Il est également élu membre honoraire de l'Académie royale danoise des sciences et des lettres en 1785 et de son homologue islandaise en 1791.
Passant une grande partie de son temps à Dryburgh, il embellit le site de monuments, dont des commémorations de ses ancêtres et de Robert Burns et William Wallace. Il commande également un Pont à haubans sur la rivière Tweed à Dryburgh. Il ouvre ce pont le 1er août 1817 mais celui-ci s'effondre en quelques mois. Un autre est construit après une refonte, mais celui-ci s'est également effondré en 1838. Un pont plus permanent n'est arrivé qu'en 1872, lorsque le système de suspension est utilisé.
Au cours des dernières années, il devient de plus en plus excentrique, ce qui a tendance à occulter ses talents, comme le notait Walter Scott.
Horace Walpole est au nombre de ses correspondants et il rédige un essai sur la vie de Fletcher de Saltoun et le poète Thomson (1792), ainsi que plusieurs autres écrits. Il meurt à Dryburgh Abbey House à Dryburgh, dans les Scottish Borders) le 19 avril 1829. Le titre revient à son neveu Henry Erskine tandis que ses biens, y compris Dryburgh Abbey House, sont transmis à son fils illégitime, Sir David Erskine.